# 棉藜
棉藜（学名：Kirilowia eriantha）是苋科棉藜属的植物。分布在中亚地区、阿富汗、俄罗斯以及中国大陆的新疆等地，生长于海拔420米至2,400米的地区，多生长在碱地、戈壁以及荒地，目前尚未由人工引种栽培。